# Henrik Wilhelm Peill
Henrik Wilhelm Peill, född 8 juli 1730 i Stockholm, död där 9 mars 1797, var en svensk affärsman.
Henrik Wilhelm Peill var son till pastorn vid holländska församlingen i Stockholm Johannes Godefridus Peill. Genom sin mor Maria Mijtens var han släkt med familjen Grill och blev svärson till Claes Grill och Anna Johanna Grill (I) när han gifte sig med deras dotter Anna Johanna Grill (II). Han var först anställd hos svärfadern men utvecklade efter hand en omfattande egen rörelse som grosshandlare och bankir i Stockholm. Genom arv blev han och hans hustru ägare till Österbybruk, samt flera fastigheter i Stockholm. Peill var liksom Grill, om än i mindre skala konstsamlare och kulturbefrämjare. Han stod Gustav III nära och tillsammans med sin svärfars halvbror Johan Abraham Grill lånade han ut pengar till kungen för att finansiera statsvälvningen 1772.